# Saurauia cerea
Saurauia cerea là một loài thực vật có hoa trong họ Dương đào. Loài này được Griff. ex Dyer miêu tả khoa học đầu tiên năm 1874.